# سیارک ۲۵۰۹۹
سیارک ۲۵۰۹۹ (به انگلیسی: 25099 Mashinskiy، نامگذاری:1998RS47) بیست و پنج هزار و نود و نهمین سیارک کشف شده‌است که در ۱۴ سپتامبر ۱۹۹۸ کشف شد.
قدر مطلق سیارک برابر ۱۷.۸ است.